# Ecthymia
Ecthymia é um gênero de traça pertencente à família Arctiidae.